# Anna-Lisa Söderblom
Anna-Lisa Söderblom (20 de noviembre de 1915 - 29 de junio de 1992) fue una actriz de nacionalidad sueca. 

## Biografía
Nacida en la Parroquia de Västra Frölunda, en Gotemburgo, Suecia, su verdadero nombre era Anna-Lisa Nilsson. Casada en 1940 con el actor Åke Söderblom, la pareja se divorció en 1947.
En los años 1950 decidió emigrar a los Estados Unidos, país en el que falleció en 1992. 

## Filmografía
- 1944 : Gröna hissen
- 1943 : Stora skrällen
- 1942 : Löjtnantshjärtan
- 1942 : Det är min musik